# Nikolaos Warkas
Nikolaos Warkas, gr. Νικόλαος Βάρκας (ur. 11 września 1992) – grecki zapaśnik walczący w stylu klasycznym. Zajął 26 miejsce na mistrzostwach świata w 2014. Szesnasty na mistrzostwach Europy w 2017. Piętnasta lokata na igrzyskach europejskich w 2015. Wicemistrz śródziemnomorski w 2014, a trzeci w 2015. Piąty na MŚ wojskowych w 2016 roku.